# Sonim
Pour les articles homonymes, voir Sonim Technologies.
Sonim ou Sonin (ソニン, Sonin, née le 10 mars 1983 à Shikoku, Japon), de son vrai nom Sung Sun-im (ソン・ソニン, 성선임, 成膳任), est une chanteuse de J-pop et actrice japonaise d'origine coréenne.

## Biographie
Sonim débute en 2000 en tant qu'idole japonaise en duo avec Yuki Gotō, le jeune frère de Maki Goto des Morning Musume, en tant que membres du groupe EE JUMP également produit par Tsunku. Mais en 2001, après quatre singles, Yuki est suspendu du groupe à la suite de son arrestation dans un bar, et Sonim figure donc seule sur un nouveau single, sorti en tant que EE JUMP featuring Sonim, qui remporte un succès plus important que les précédents. Après un dernier single, le groupe est dissous en 2002 à la suite du renvoi définitif de Goto, et Sonim commence alors une carrière solo chez le label Toys Factory. 
Elle sort un album en 2003, avant de partir pour le label indépendant Harmony Records faute de succès, sortant un ultime single début 2005. 
Elle débute parallèlement une carrière d'actrice en 2004, interprétant l'un des rôles principaux du film Oh! My Zombie Mermaid (Â! Ikkenya Puroresu), où elle affronte la catcheuse professionnelle April Hunter dans une scène de combat.
En 2007, elle forme le duo tomboy avec Akane Osawa, qui sort un unique single à la fin de l'année. La même année, elle amorce avec succès une carrière orientée autour des comédies musicales.
En 2020, alors que Coronavirus entraîne un confinement mondial, elle interprète en distanciel, avec quarante-sept autres célébrités, la chanson Seasons of Love de la comédie musicale Rent.

## Discographie

### Album
- 14.05.2003 : 華 (Hana)

### Singles
- 21.08.2002 : カレーライスの女 (Curry Rice no Onna)
- 20.11.2002 : 津軽海峡の女 (Tsugaru Kaikyo no Onna)
- 16.04.2003 : 東京ミッドナイト　ロンリネス (Tokyo Midnight Loneliness)
- 08.10.2003 : 合コン後のファミレスにて (Goukon Ato No Famiresu Nite)
- 11.02.2004 : ほんとはね。 (Honto wa ne)
- 15.09.2004 : ジグソーパズル (Jigsaw Puzzle)
- 13.01.2005 : あすなろ銀河 (Asunaro Ginga)

Avec tomboy
- 14.11.2007 : Superstar

### DVD
- 17.03.2004 : Sonim Collection

## Scénographie

### Performances scéniques
- 2007 / 2011 : Sweeney Todd : Joanna
- 2008-2009 : Miss Saigon : Kim
- 2010 / 2012 / 2015 : Rent : Mimi
- 2014 : L'Opéra de Quat'sous : Polly Peachum
- 2014-2015 : Mozart! : Constanze Mozart
- 2015-2016 : Tanz der Vampire : Magda
- 2016 / 2019 / 2022 : Kinky Boots : Lauren
- 2016 / 2018 : 1789 -バスティーユの恋人たち- : Solène Mazurier
- 2018-2019 / 2021 : Marie-Antoinette : Marguerite Arnault
- 2021 : Oliver! : Nancy
- 2025 : Six : Catherine d'Aragon
- 2025 : Waitress : Dawn

### Captations
- 2014 : Mozart! : Constanze Mozart
- 2018 : 1789 -バスティーユの恋人たち- : Solène Mazurier
- 2018 : Marie-Antoinette : Marguerite Arnault

## Filmographie
- 2004 : Kôkô kyôshi, de Natsuki Imai, Shin'ichi Kamoshita et Ken Yoshida (série télévisée)
- 2004 : Tokyo wankei: Destiny of love, de Hideki Hirai et Masanori Murakami (série télévisée)
- 2004 : Oh! My Zombie Mermaid (Â! Ikkenya puroresu), de Naoki Kudo et Terry Ito
- 2005 : Hanging Garden (Kûchû teien), de Toshiaki Toyoda
- 2005 : Densha otoko, de Hideki Takeuchi (feuilleton TV)
- 2006 : The Backdancers!, de Kozo Nagayama
- 2008 : Engine Sentai Go-onger BUNBUN! BANBAN! Gekijou BANG!!